# Мернико (Горица)
Мернико је насеље у Италији у округу Горица, региону Фурланија-Јулијска крајина.
Према процени из 2011. у насељу је живело 59 становника. Насеље се налази на надморској висини од 103 м.